# Sérénade pour flûte, alto, contrebasse, clavecin et percussion

La Sérénade pour flûte, alto, contrebasse, clavecin et percussion est un quintette de Goffredo Petrassi. Composé en 1958, l'ouvrage privilégie les rapports de timbres entre les instruments au détriment du discours thématique traditionnel.

## Analyse de l'œuvre
Première partie où la flûte expose une ligne mélodique puis présente des séquences à deux, trois ou quatre intervenants suivi d'un grand tutti où entre la percussion. Le clavecin joue quelques cadences seul puis avec accompagnement qui précède un tutti final.